# Quetame
Quetame là một khu tự quản thuộc tỉnh Cundinamarca, Colombia. Thủ phủ của khu tự quản Quetame đóng tại Quetame Khu tự quản Quetame có diện tích ki lô mét vuông. Đến thời điểm ngày 28 tháng 5 năm 2005, khu tự quản Quetame có dân số 5352 người.